# Immeuble au 2, allée de la Tremperie de Nantes
L'immeuble, bâti au XVIIIe siècle, est situé au no 2 de l'allée de la Tremperie à Nantes, en France. L'immeuble a été inscrit au titre des monuments historiques en 1951.

## Historique
Le bâtiment est inscrit au titre des monuments historiques par arrêté du 2 juillet 1951.